# Avalon (film 2001)
Avalon (アヴァロン?, Avaron) è un film fantascientifico del 2001 diretto da Mamoru Oshii (già noto per il film d'animazione Ghost in the Shell), che narra la storia di una giovane donna alle prese con un videogioco FPS di guerra nella realtà virtuale e il cui senso della realtà viene messo alla prova mentre tenta di svelare la vera natura e lo scopo del gioco.
Il film è stato presentato fuori concorso alla 54ª edizione del Festival di Cannes.

## Trama
In un futuro tetro, uno sparatutto in prima persona online a sfondo bellico dal titolo Avalon è  capace di mettere in contatto milioni di persone contemporaneamente: in esso, i giocatori singoli o i gruppi fanno irruzione in livelli popolati da nemici controllati sia dall'intelligenza artificiale che dai giocatori avversari; i vincitori vengono premiati con punti esperienza e crediti che possono essere scambiati con soldi veri, consentendo ai giocatori esperti di guadagnarsi da vivere nel mondo reale. Tuttavia, nonostante la sua popolarità, questo videogioco può creare dipendenza ed essere persino mortale poiché i cervelli dei giocatori interagiscono direttamente con il gioco, nei casi più gravi facendoli finire in stato vegetativo.
La vita di Ash, una giovane donna che si guadagna da vivere grazie ai crediti che vince nel gioco, è monotona e si svolge ormai prevalentemente in Avalon, dove combatte in solitaria credendosi causa di un fallimento della propria squadra. Dopo aver sentito voci riguardanti un livello avanzato e segreto del gioco, decide di far nuovamente parte di una squadra per giocare, finché il confine tra realtà virtuale e mondo esterno non si fonderanno definitivamente e diventerà impossibile fare distinzioni.

## Produzione
Il film è girato per la maggior gran parte in seppia, ed è dello stile tipico di Mamoru Oshii sia nel ritmo che in generale nella regia. Quest'ultima è "relativamente lenta" nelle scene di vita mondana per rafforzare l'eccitamento e l'emozione di giocare il gioco.
Tutti i veicoli militari sono stati presi in prestito dall'esercito polacco.
Kenji Kawai si è occupato della colonna sonora.

### Scene tagliate
Prima di raggiungere l'area C-66 in cerca delle Nove Sorelle, Ash viene contattata dal Game Master; egli l'ammonisce di non distrarsi con forze non alla portata della sua comprensione, quindi le consiglia di stare concentrata sul Gioco, Ash gli risponde.
Tale scena, essenziale per una buona comprensione del film, dura poco più di tre minuti e fu tagliata per motivi incomprensibili dalla Miramax, per poi essere reinserita in una versione successiva dalla stessa casa di produzione, purtroppo non disponibile in lingua italiana.
La scena tagliata è disponibile su YouTube con il titolo "Distractions".

## Accoglienza
(Maurizio Encari, Everyeye Cinema, 5 giugno 2015)
Avalon è stato lodato, tra gli altri, dal regista James Cameron, il quale in occasione dell'uscita del film per il mercato home-video statunitense lo ha descritto come "il più artistico, meraviglioso ed elegante film di fantascienza".

## Riconoscimenti
- 2001 – Sitges - Festival internazionale del cinema fantastico della Catalogna[7]
  - Miglior fotografia a Grzegorz Kędzierski
  - Candidatura per la miglior regia a Mamoru Oshii